# آنتوانتا استفانووا
آنتوانِتا استفانووا (بلغاری: Антоанета Стефанова؛ زادهٔ ۱۹ آوریل ۱۹۷۹) استادبزرگ شطرنج اهل بلغارستان است. او بین سالهای ۲۰۰۴ تا ۲۰۰۶ قهرمان شطرنج زنان جهان شده‌است.
او نماینده کشور بلغارستان در المپیاد شطرنج سال ۲۰۰۰ میلادی و المپیاد شطرنج زنان در سال ۱۹۹۲ بود.